# BEHIND EVERY SMILE
『BEHIND EVERY SMILE』（ビハインド・エブリー・スマイル）は、日本の歌手・尾崎裕哉の4枚目のミニ・アルバムである。2021年9月22日にエスエムイーレコーズより初回限定盤と通常盤の2形態で販売。
初回限定盤には同年7月に開催された配信ライブ「HIROYA OZAKI BIRTHDAY SESSION」より、ライブ映像5曲を収録したDVDが付属される。

## 概要
尾崎裕哉のEP4作目で、エスエムイーレコーズ移籍後2作目にして初のEP。サウンドプロデュースにTomi Yo, Yaffleが参加。およそ1年ぶりとなる本作では、「笑顔の向こう側にあるもの」をテーマに作られた。

## 収録曲
[DISK 1]
1. ロケット
作詞/尾崎裕哉、作曲/編曲/Tomi Yo
2. Anthem
作詞・作曲/尾崎裕哉、編曲/Tomi Yo
3. Lighter
作詞・作曲/尾崎裕哉、編曲/Yaffle
4. With You
作詞・作曲/尾崎裕哉、編曲/Tomi Yo

[DISK 2] 初回生産限定盤 DVD

MUSIC SLASH (2021年)より配信されたライブ映像を収録。
1. 想像の向こう[LIVE]
2. LONELY[LIVE]
3. 音楽が終わる頃[LIVE]
4. Rock'n Roll Star[LIVE]
5. With You[LIVE]